# Agnieszka Litwin
Agnieszka Litwin, Marylka (ur. 30 stycznia 1972 w Legnicy) – polska aktorka kabaretowa.
Absolwentka pedagogiki kulturalno-oświatowej oraz fakultetu tanecznego w Wyższej Szkole Pedagogicznej w Zielonej Górze. Artystka kabaretów Jurki i Szum. Związana z wytwórnią filmową A’Yoy.
Rozwiedziona z Jarosławem Sobańskim, z którym ma córkę Tolę i syna Antoniego.

## Filmografia
- 1997: Robin Hood – czwarta strzała
- 1999: Dr Jekyll i Mr Hyde wg wytwórni A’Yoy
- 2001: Wtorek – narzeczona Jurka
- 2003: Baśń o ludziach stąd – Romuald
- 2007: Ryś – Kozak
- 2007: Zamknięci w celuloidzie – sąsiadka

## Nagrody
- 2004: III nagroda (ex aequo z Kwartetem Okazjonalnym) oraz nagroda Rektora ASP w Poznaniu Wojciecha Mullera na I Ogólnopolskim Festiwalu Piosenki Kabaretowej O.B.O.R.A. w Poznaniu.
- 2004: nagroda indywidualna za koń-strukcję postaci w Konkursie Kabaretowym „PrzeWAŁka” w Wałbrzychu.
- 2007: I nagroda w kategorii interpretacji piosenki za wykonanie piosenki Dziewica Anastazja na IV Ogólnopolskim Festiwalu Piosenki Kabaretowej O.B.O.R.A. w Poznaniu.